# Oikopleura dioica
Oikopleura dioica — вид покривників родини Oikopleuridae.

## Поширення
Oikopleura dioica поширений на континентальному шельфі в тропічних та помірних водах у всіх океанах. У холодніших морях його замінюють Oikopleura vanhoeffeni та Oikopleura labradoriensis. Трапляється у поверхневих водах.

## Опис
Тіло яйцеподібне, завдовжки 0,5-1 мм. Хвіст тонкий, вчетверо довший за тіло. Хорду зберігає впродовж всього життя.

## Спосіб життя
Oikopleura dioica будує зі слизу желеподібну сітчасту оболонку, яка оточує її тіло. Через неї прокачується вода, а дрібні органічні частинки відфільтровуються з води і переносяться в рот. Після того, як желатинові сітчасті «будиночки» занадто засмічені, щоб забезпечити подальшу фільтрацію, тварина скидає їх і оболонки падають на морське дно як «морський сніг». Oikopleura dioica замінює оболонку кожних 3-4 години.